# Xã Lower Frederick, Quận Montgomery, Pennsylvania
Xã Lower Frederick (tiếng Anh: Lower Frederick Township) là một xã thuộc quận Montgomery, tiểu bang Pennsylvania, Hoa Kỳ. Năm 2010, dân số của xã này là 4.840 người.